# Schloss Eltz (Vukovar)

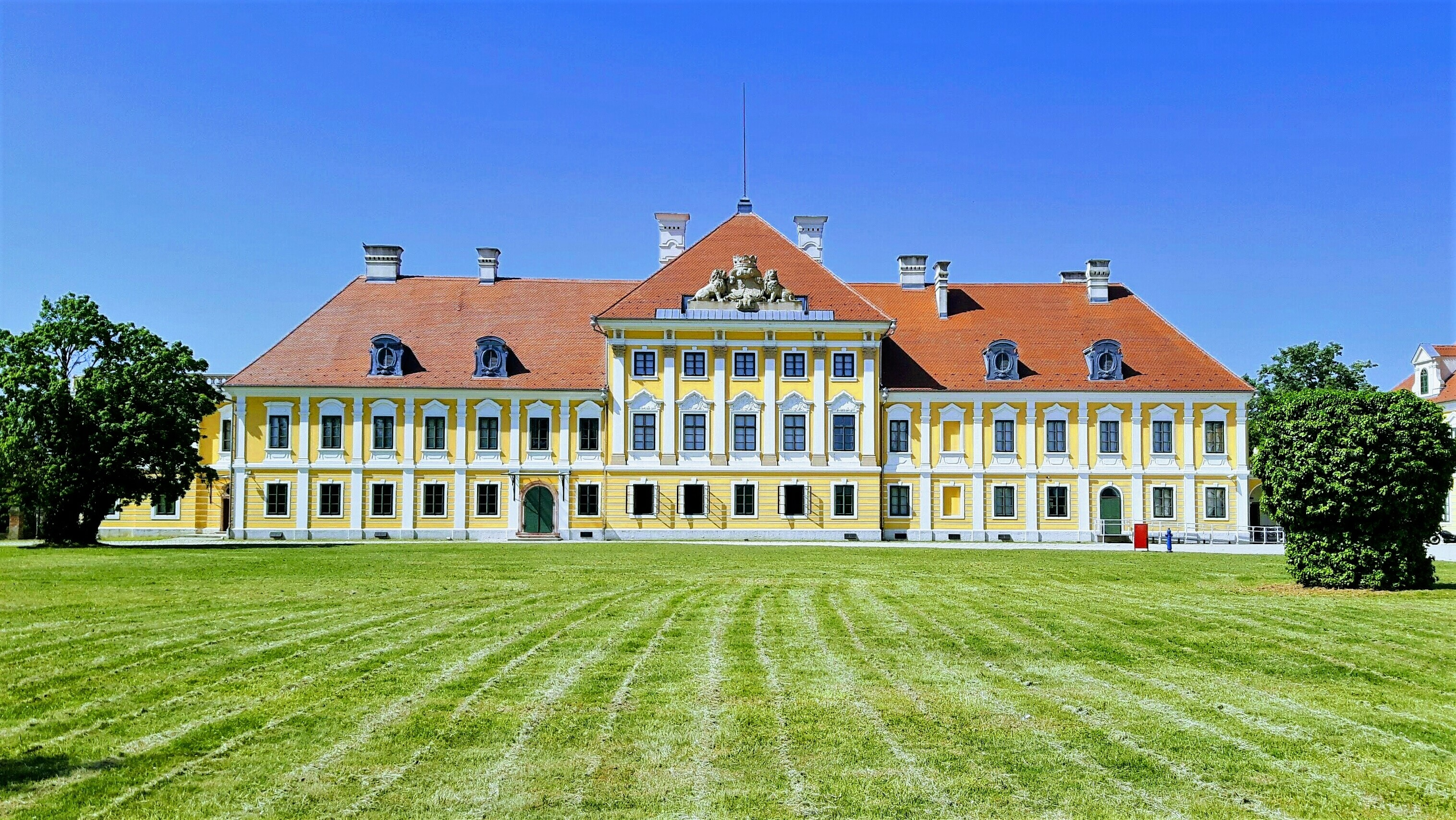
Schloss Eltz (2018)

Das Schloss Eltz (kroatisch: Dvorac Eltz) befindet sich in der kroatischen Stadt Vukovar. Das Schloss gehört zu den repräsentativsten Bauwerken aus der Epoche des Barock in Kroatien. Seit dem Jahr 1968 befindet sich das Stadtmuseum von Vukovar in dem Gebäude. 

## Geschichte

### Baugeschichte

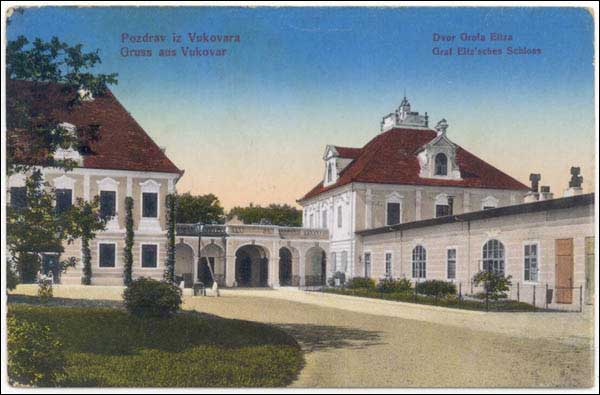
Das Schloss auf einer alten Postkarte

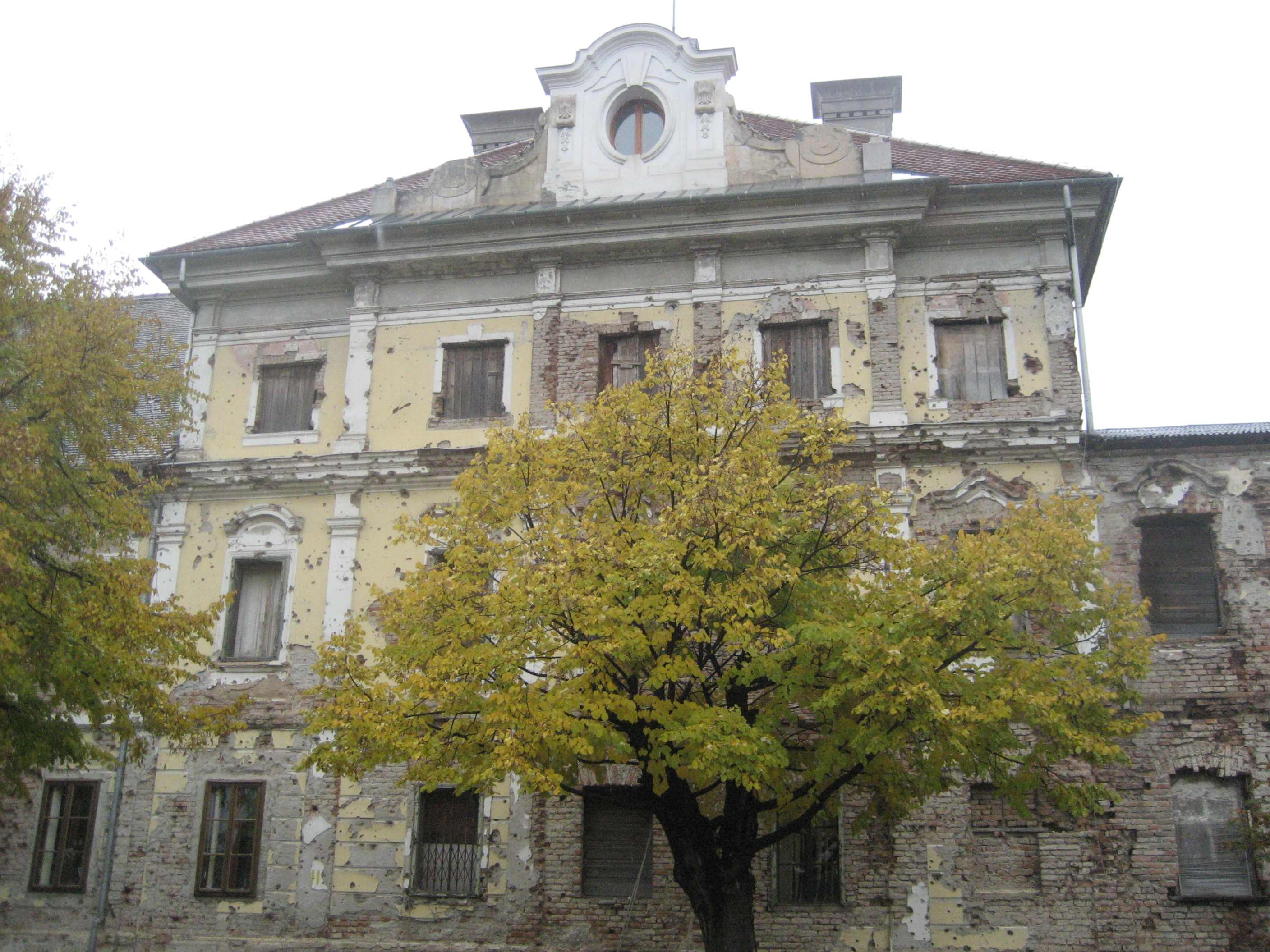
Kriegszerstörungen von 1991

Der Mainzer Kurfürst Philipp Karl von Eltz, dessen Familie ihren Stammsitz auf der Burg Eltz an der Mosel hat, kaufte im Jahr 1736 das Gut Vukovar in der ostkroatischen historischen Region Slawonien. Zur Herrschaft gehörten auch 35 Siedlungen. Mit dem Bau des Schlosses wurde im Jahr 1749 unter dem Bauherrn Anselm Kasimir von Eltz begonnen. Zunächst wurde der Mittelteil fertiggestellt. Später wurde das Schloss mehrmals erweitert.
Die Linie Eltz-Kempenich, die bereits im späten 18. Jahrhundert ihren Hauptwohnsitz in Vukovar hatte, erlangte nach Ende der Bauernbefreiung, um 1848, die Gelegenheit zum Ausbau des Gutes. Zu einem regelrechten Musterbetrieb wurde es in der zweiten Hälfte des 19. Jahrhunderts durch das Anlegen großflächiger Entwässerungsmaßnahmen und den Einsatz neuer Anbau- und Tierzuchtverfahren.
Sein heutiges Aussehen erhielt das Schloss zu Beginn des 20. Jahrhunderts, als es von dem Wiener Architekten Viktor Siedek maßgeblich gestaltet wurde.
Das Gebäude wurde während der serbischen Angriffe auf die Stadt 1991 während des Kroatienkrieges stark beschädigt.

### Enteignung und Restitutionsprozess
Nach dem Ende des Zweiten Weltkriegs wurde der Zweig der Familie von Eltz in Vukovar von den jugoslawischen Kommunisten aufgrund der AVNOJ-Beschlüsse enteignet und vertrieben. In der Schatzkammer der Burg Eltz werden einige Einrichtungsgegenstände aus dem ehemaligen Vukovarer Familienbesitz ausgestellt, die damals von der Enteignung ausgenommen waren, beispielsweise ein Tafelservice aus der Wiener Porzellanmanufaktur.
Nach der Erlangung der staatlichen Souveränität Kroatiens kehrte der Besitzer Jakob von und zu Eltz 1990 wieder in seine alte Heimat zurück und wurde Mitglied des kroatischen Parlaments in Zagreb. Nach dessen Tod 2006 führt sein Erbe, Georg Graf von und zu Eltz-Vukovar, den Restitutionsprozess gegen den kroatischen Staat weiter.